# شمس‌آباد (تفت، جنوب)
شمس‌آباد روستایی در دهستان نصرآباد بخش مرکزی شهرستان تفت استان یزد ایران است.

## جمعیت
بر پایه سرشماری عمومی نفوس و مسکن در سال ۱۳۹۵ جمعیت این روستا ۲۷ نفر (۶خانوار) بوده‌است.